# Tyrolerhatt

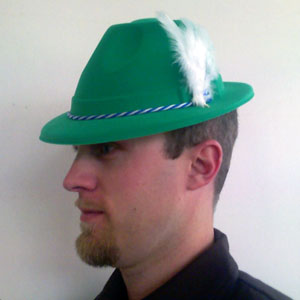
En tyrolerhatt av enklare souvenirtyp

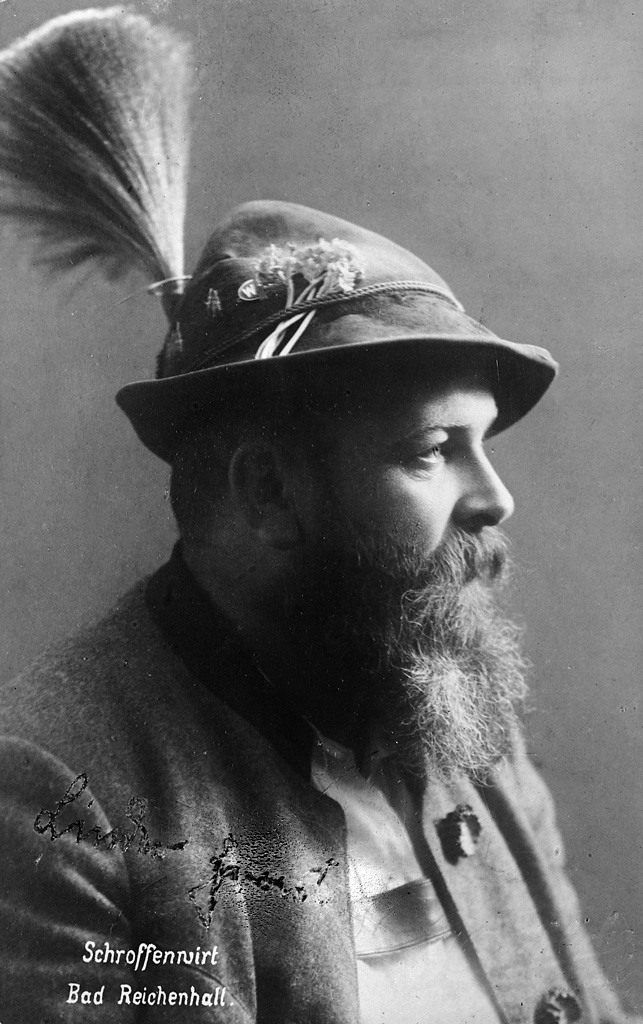
Man med tyrolerhatt omkring år 1930.

Tyrolerhatt är en sporthatt med ursprung i Tyrolen. Det är vanligt att hatten pryds av fjädrar eller borstvippa (såsom vildsvinsborst), och är i grön ullfilt.

## I populärkultur
Billy Mo har spelat in sången Ich kauf’ mir lieber einen Tirolerhut.